# Coupe du Maroc féminine de football
Cet article traite de la Coupe du Trône féminine. Pour la compétition masculine, voir Coupe du Trône masculine.
La Coupe du Trône féminine est la coupe nationale féminine de football du Maroc. Elle est ouverte à l'ensemble des clubs marocains. Cette compétition est organisée depuis 2008 par la FRMF et guidée par la LNFP. Depuis 2019, la compétition est gérée par la LNFF après création de cette dernière.

## Palmarès
Le FC Berrechid en est le premier vainqueur tandis que l'AS FAR est le club le plus titré de la compétition (11 titres). 
Le Club municipal de Laâyoune est parvenu à atteindre la finale à cinq reprises sans remporter le trophée. Depuis sa création, une seule finale s'est jouée avec recours à une séance de tirs au but, celle de 2012 entre Laâyoune et Chabab Atlas Khénifra.
La finale de 2022-2023 entre l'AS FAR et Lâayoune, qui se joue le 27 juin 2024 à Agadir, voit l'emploi de la VAR pour la première fois.

### Résultats des finales
| Édition | Saison  | Vainqueur    | Finaliste             | Résultat         | Lieu       |
| ------- | ------- | ------------ | --------------------- | ---------------- | ---------- |
| 1re     | 2008    | FC Berrechid | CA Khénifra           | 3 - 0            | Rabat      |
| 2e      | 2009-10 | Raja CA      | RS Tan-Tan            | 6 - 1            | Rabat      |
| 3e      | 2010-11 | CA Khénifra  | CM Laâyoune           | 3 - 0            | Rabat      |
| 4e      | 2011-12 | CA Khénifra  | CM Laâyoune           | 0 - 0 (6 - 5)tab | Témara     |
| 5e      | 2012-13 | AS FAR       | Wydad AC              | 8 - 0            | Rabat,     |
| 6e      | 2013-14 | AS FAR       | CA Khénifra           | 2 - 1            | Rabat,     |
| 7e      | 2014-15 | AS FAR       | CM Laâyoune           | 4 - 0            | Tétouan,   |
| 8e      | 2015-16 | AS FAR       | CM Laâyoune           | 5 - 2            | Laâyoune,  |
| 9e      | 2016-17 | AS FAR       | OC Safi               | 7 - 0            | Salé       |
| 10e     | 2017-18 | AS FAR       | Club Sportif Atlas 05 | 11 - 0           | Rabat      |
| 11e     | 2018-19 | AS FAR       | CA Khénifra           | 4 - 0            | Oujda      |
| 12e     | 2019-20 | AS FAR       | Raja Aït Iazza        | 1 - 0            | Dakhla,    |
| 13e     | 2020-21 | AS FAR       | Sporting Casablanca   | 5 - 0            | Rabat      |
| 14e     | 2021-22 | AS FAR       | Sidi Slimane Berkane  | 8 - 0            | Casablanca |
| 15e     | 2022-23 | AS FAR       | CM Laâyoune           | 4 - 2            | Agadir     |
| 16e     | 2023-24 | AS FAR       | Wydad AC              | 3 - 1            | Marrakech  |

### Bilan par club
Au total, 12 clubs ont atteint la finale au moins une fois dans leur histoire. L'AS FAR a remporté le titre à chaque fois qu'elle a été finaliste. Ce qui n'est pas le cas pour le club de Laâyoune, finaliste malheureux à cinq reprises.
| Club                  | Titres                                                                      | Finales perdues                  |
| --------------------- | --------------------------------------------------------------------------- | -------------------------------- |
| AS FAR                | 12 (2013, 2014, 2015, 2016, 2017, 2018, 2019, 2020, 2021, 2022, 2023, 2024) | 0                                |
| CA Khénifra           | 2 (2011, 2012)                                                              | 3 (2008, 2014, 2019)             |
| FC Berrechid          | 1 (2008)                                                                    | 0                                |
| Raja CA               | 1 (2010)                                                                    | 0                                |
| AM Laâyoune           | 0                                                                           | 5 (2011, 2012, 2015, 2016, 2023) |
| Wydad AC              | 0                                                                           | 2 (2013, 2024)                   |
| OC Safi               | 0                                                                           | 1 (2017)                         |
| Club Sportif Atlas 05 | 0                                                                           | 1 (2018)                         |
| RS Tan-Tan            | 0                                                                           | 1 (2010)                         |
| Raja Aït Iazza        | 0                                                                           | 1 (2020)                         |
| Sidi Slimane Berkane  | 0                                                                           | 1 (2022)                         |
| SC Casablanca         | 0                                                                           | 1 (2021)                         |